# Leaf Hound
Leaf Hound es banda clásica de hard rock psicodélico inglés de los años 60s y 70s. Se forma de las bandas de Black Cat Bones tras la marcha de Paul Kossoff y Simon Kirke para formar la mítica Free, y de Rod Price que emigró a Foghat. Los hermanos Brooks reclutan al gran Peter French (y a su sobrino Mick Halls) que más tarde acabó en Atomic Rooster, Cactus y Randy Pie, y dan a luz dicho disco. Recientemente la banda se ha reformado, publicando un nuevo disco en 2007. El grupo ha sido citado como una influencia importante en el movimiento stoner rock.

## Historia
En 1969, dos de los guitarristas y el batería dejan Black Cat Bones (unos para formar Free y el otro para unirse a Foghat). Tras sustituirlos por Mick Halls (primo del cantante Peter French) y Keith George-Young pasan a llamarse Leaf Hound. Al año siguiente publican "Growers of Mushroom", un tema psicodélico que con los años se convirtió en tema de colección. Poco después los hermanos Brooks (guitarra y bajo) se fueron del grupo, como también hizo Peter French, lo que acabó suponiendo el final del proyecto.
En 2007 French reformó la banda (sin ningún otro miembro original) y publicaron "Unleashed", un disco de rock clásico. Desde entonces no han parado de girar, Wolfmother y Tame Impala han enumerado al grupo como una influencia.

## Integrantes
- Peter French   - voces
- Peter Herbert - Bajo
- Jimmy Rowland - Batería

## Discografía
- Growers of Mushroom LP (1971 Decca Records)
- Unleashed CD (2007 R.A.R.E. Records)
- Live in Japan CD/DVD (2014 Ripple Music)